# Paolo Vigna
Paolo Vigna (né le 9 décembre 1902 à Turin dans le Piémont et mort le 20 novembre 1987) est un joueur de football italien qui évoluait au poste d'ailier.

## Biographie
Formé par le club de sa ville natale de la Juventus, il fait ses débuts lors de la Divisione Nazionale 1927-1928 contre La Dominante. La saison suivante, il rejoint le club de Biellese pour la première saison de l'histoire de Serie A, avant de partir pour Pro Patria.
Il termine sa carrière pour les clubs de Vomero, de Syracuse et de Biellese.